# Artikuláció
Az artikuláció jelentése nyelvtani tagolódás, tagolás. A hangok képzésének és kiejtésének módja, hangszerveinknek eközben elfoglalt helyzete. Az artikuláció a beszédben a hangok megkülönböztetése, a belső hangsúlyok megadása. A szövegírás ezt nem tükrözi.

## Artikuláció szervei

### Garatüreg – pharynx
A torokszoros mögötti függőleges üreg, mely az emésztő- és légzőcsatorna közös szakasza. Felülről az orrüreg, középről a szájüreg torkollik bele, alul a garat a nyelőcsőben és a gégében illetve a légcsőben folytatódik. 
A garatban futó izmok részt vesznek az orrüreg felé vezető út elzárásában, ezzel hozzájárulnak a beszédhang „szájhangú” vagy „orrhangú” hangszínének kialakításához. A garatüreg tágulása a mély felhangokat erősíti, szűkülése következtében a hang színe magasabb lesz. Három része van: 
- gégei szakasz
- orri szakasz
- száji szakasz

### Orrüreg – cavum nasi
A szájüreg felett, a két szemgödör között és alatt lévő porcos és csontos sövénnyel elválasztott két szimmetrikus üreg. A beszívott levegőt felmelegíti, portalanítja, párásítja. A hangképzésben rezonátor szerepet tölt be, főleg orrhangú mássalhangzóknál (m, n, ny), de rezonátor lehet magánhangzók képzésekor is.

### Szájüreg – cavum oris
Az ajkaktól a torokszorosig terjedő szabálytalan üreg. Két része van: 
- pitvar
- tulajdonképpeni szájüreg

A nyelvcsap a lágyíny legmozgékonyabb része, helyzete szerint három féle artikulációt különböztetünk meg: 
- szájhangú képzés – uvula zárja az orrüreg felé vezető utat
- orrhangú képzés – uvula ernyedten lefelé ereszkedik
- száj-orr hangú képzés – uvula lefelé ereszkedik

A szájpad felosztása hangképzés szempontjából:
- dentális – metszőfogak területe (például n, sz)
- alveoláris – fogmeder területe (például l)
- posztalveoláris – fogmeder mögötti terület (például s, zs, dzs)
- palatális – kemény szájpad területe (például gy, ty, k, e)
- veláris – lágyíny terület (például a, o)
- két ajak közötti terület – bilabiális (például b, p, m)
- felső fogsor és alsó ajak érintkezése – labiodentális (például v, f)
- két fogsor közötti terület – interdentális

### A nyelv – lingua
A szájfenéken helyet foglaló hosszúkás, izmos szerv, amely a tér minden irányába könnyedén elmozdulhat. A beszéd legjelentősebb hangképző szerve. Alakjának változása előidézi a szájüreg térfogatának és alakjának módosulását is. A nyelv a hangképzésben két feladatot teljesít: 
szájüreg alakváltozása a nyelv mozgatásával befolyásolja a magánhangzók hangszínét 
akadályokat hoz létre a szájüregben, ezek pedig zörejeket kelthetnek, s így képződnek a mássalhangzók. 
A nyelv testét artikulációs zónákra osztjuk: 
- nyelv hegye
- nyelvhát elülső része
- nyelvhát középső része
- nyelvhát hátulsó része
- nyelvhát oldalsó pereme

A nyelv mozgékonyságát belső és külső nyelvizmok segítik. 
A nyelv mozgatásával kapcsolatosan a nyelv, nyelvcsont, állkapocs, gége, garatüreg és a szegycsont összefüggő rendszert alkot.

### Az állkapocs – mandibula
A szájüreg megnagyobbítása az állkapocs függőleges irányú mozgásának következménye. Az állkapocs leengedésében a nyelvcsont feletti és alatti izmoknak van jelentőségük. Az állkapocsnak az állcsonttal alkotott szöge a magánhangzók ejtése közben lehet: 
- zárt – u, ú, ü, ű, i, í
- félig zárt – ö, ő, e, o, ó
- nyílt – a, e
- nagyon nyílt – á

Az állkapocs mozgása meghatározó, a kifejező és érthető beszéd megköveteli, hogy az egyes hangok képzése közben megfelelően nyissuk a szánkat.

### Ajak – labium
Hangképzési funkciója: 
- ajkaknál keletkező zörej hangforrásként szolgál
- szerepük van a szájüreg rezonátor nyílásának szabályozásában
- akusztikus rezgések kisugárzása

Az ajak artikulációja többirányú összetett mozgásokból áll. A függőleges síkban különböző mértékben távolodhat egymástól. Vízszintes síkban való elmozdulása a nyílás alakját és nagyságát szabályozza. A nyílás lehet kerekített, kör alakú (labiális) és hosszúkás, hasíték alakú rés (illabiális). Minél nagyobb a kör, annál távolabb vannak a szájzugok. A kerekítésben a felső ajak izmai, széthúzásnál az alsó ajak izmai működnek. 
A fontosabb szájkörüli izmok: 
- körkörös szájizom – csücsöríti és zárja a szájat
- pofaizom – szájzugot oldalfelé húzza
- felső ajak négyszögű izma – felső alkat emeli
- alsó ajak négyszögű izma – alsó ajkat lefelé húzza
- mosolygóizom – szájzugot oldalra húzza
- járomcsonti izom – szájzugot oldalra és felfelé húzza
- háromszögű izom – szájzugot oldalra és lefelé húzza

Az ajkak mozgásának könnyednek, lágynak, minden erőlködéstől mentesnek kell lennie.